# Église du Gesù de Rome
Pour les articles homonymes, voir Église du Gesù (homonymie).
L'église du Gesù (en italien, chiesa del Gesù) ou église de Jésus, église du Saint-Nom-de-Jésus, est un édifice religieux catholique de Rome, situé près de la piazza Venezia. Construite à partir de 1568 pour la Compagnie de Jésus (fondée en 1540), elle est l'église-mère de cet Ordre religieux. La châsse de saint Ignace se trouve dans la chapelle du transept gauche.
Cet édifice emblématique de l'art jésuite, une des plus remarquables manifestations architecturales du mouvement de la Contre-réforme, a servi de modèle à nombre d'autres églises de l'ordre.

## Histoire
La Compagnie de Jésus est fondée en 1540 à Rome et approuvée par le pape Paul III (Alexandre Farnèse, 1468-1549), à la demande d'Ignace de Loyola, sujet d'origine basque du royaume de Castille, licencié en théologie de l'université de Paris et prêtre, et du groupe de ses neuf premiers compagnons, eux aussi prêtres pourvus de diplômes universitaires. Il s'agit d'un instrument de lutte contre la Réforme protestante.

### Préparatifs de la construction
L'église du Gesù fut construite là où se trouvait une petite église Notre-Dame-de-la-Route, proche du palais de Venise où réside le pape. Cette chapelle est cédée aux Jésuites en 1541 par Pedro Codacio, prêtre et premier italien à se joindre au groupe de fondateurs. Délabrée et insalubre, elle était condamnée.
Les premiers plans, demandés par Ignace de Loyola, sont dessinés par Nanni di Baccio Bigio, un architecte florentin. Ils sont retravaillés par Michel-Ange en 1554.
Faute de moyens, ces travaux n'ont pas lieu du vivant d'Ignace. La construction ne débute qu'en 1568, alors que la fonction de supérieur général de la compagnie est détenue par François Borgia (1510-1572). C'est le cardinal Alexandre Farnèse (1520-1589) qui finance les travaux.

### Construction
En 1568 les plans définitifs sont établis par Jacopo Barozzi da Vignola en fonction de deux exigences, l'église devant être dotée :
- d'une vaste nef avec une chaire placée sur le côté, afin de faciliter la prédication ;
- d'un maître-autel surélevé pour la célébration de l'Eucharistie.

Le corps du bâtiment achevé, la façade est construite à partir de 1575 par Giacomo della Porta qui conçoit également la coupole.
La consécration a lieu en 1584.

## Architecture

### Le plan
Les exigences proprement religieuses, imposées par la reconquête spirituelle, nécessitent une architecture adaptée à la célébration des offices, le plan centré, circulaire ou en croix grecque n'est donc plus adapté à cette recherche de fonctionnalité de l'édifice. L'église offre un plan en croix latine de forme longitudinale.

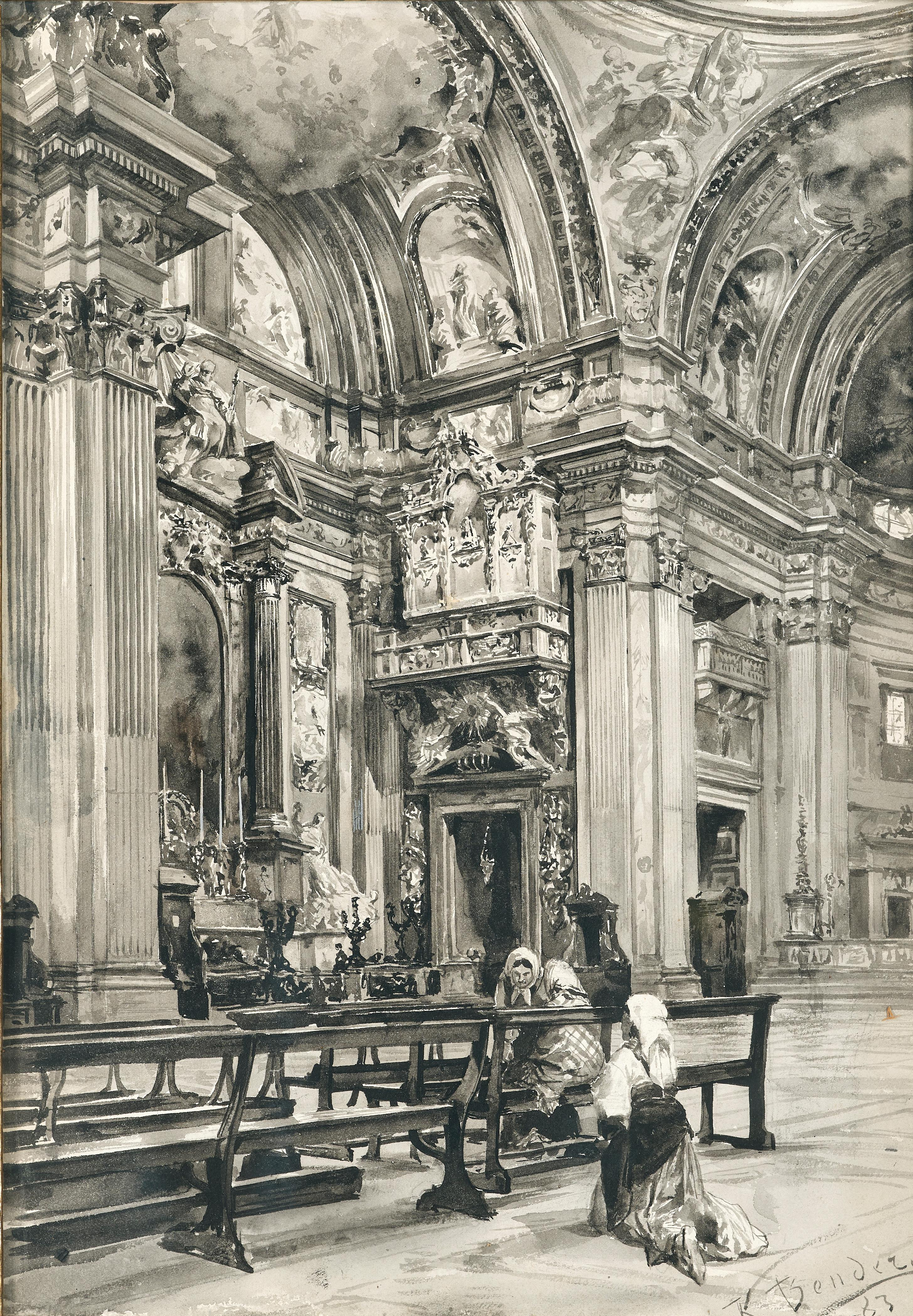
La nef de l'église du Gesù au XIXe siècle. Grisaille sur papier contrecollé sur carton, Karl Bender, 1883.

Cependant, afin de faciliter la vue de l'autel et l'audition de la prédication, le plan est traité pour avoir un ensemble dont le résultat reste cohérent. Le transept à peine saillant au niveau du sol est réduit à sa plus simple expression. Une coupole couvre la croisée de celui-ci, coupole montée sur un tambour permettant un très bon éclairage. Les collatéraux disparaissent, laissant une nef à vaisseau unique bordé d’une succession de petites chapelles latérales destinées à offrir des espaces pour les dévotions personnelles. Le chœur très peu profond se réduit à une simple abside et son couvrement est assuré par une voûte en berceau.
De chaque côté de la croisée du chœur s'ouvrent deux chapelles-oratoires utilisées par les pères jésuites pour leurs adorations journalières. La nef et le chœur sont rythmés par des pilastres à l'antique dont l'entablement supporte une voûte en berceau éclairée par des fenêtres hautes. Des tribunes donnant sur la nef s'intègrent avec les chapelles dans la hauteur de l'ordre.

### La façade

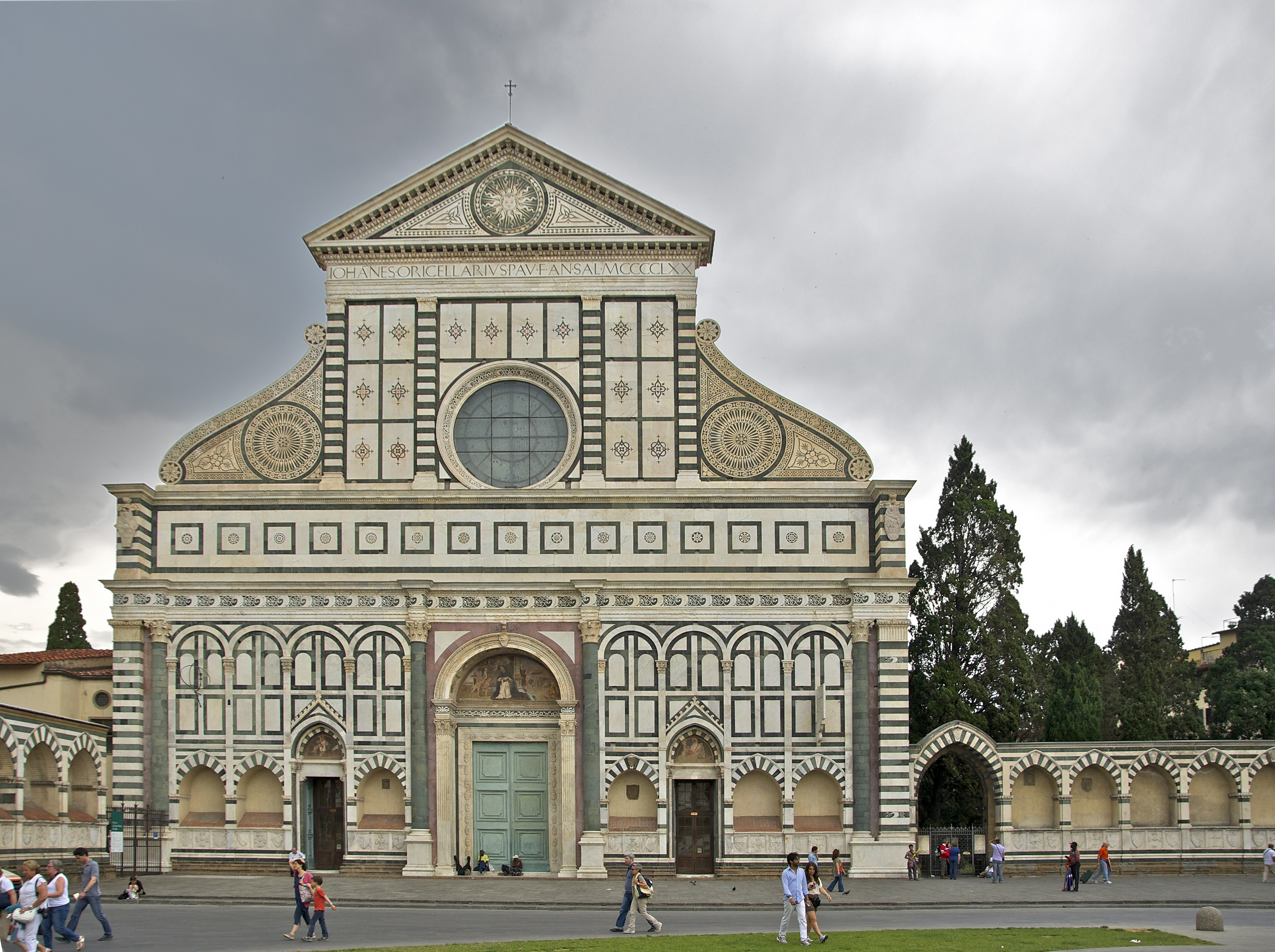
façade de la basilique Santa Maria Novella, remaniée par Leon Battista Alberti en 1470.

Le premier projet de la façade de Vignole va être refusé par les Jésuites. On va préférer une autre proposition, celle de Giacomo della Porta. Cette façade, proposée en 1571, reprend la forme générale de Santa Maria Novella : deux niveaux, un niveau moins large avec deux ailerons
Le premier niveau reprend un rythme ternaire, trois rangées de deux pilastres sont présentes de chaque côté de la porte principale qui a été magnifiée grâce à une frise décorative et à un fronton de forme demi-circulaire, elle-même surmontée d’armoiries, puis un entablement et encore un fronton. Sur les côtés, deux portes beaucoup moins dominantes reçoivent tout de même un traitement particulier : elles sont surmontées d'un fronton, puis au-dessus des statues, alors qu'elles sont prises dans la longueur entre des rangées de pilastres doubles. Les pilastres sont tous élevés et leurs chapiteaux sont d'ordre composite. Ils soutiennent le deuxième niveau d'élévation dont nous allons maintenant parler.
Le deuxième niveau se restreint sur les côtés à l'aide de grandes volutes. Le rythme ternaire est repris encore une fois, les fenêtres quant à elles qui sont dans le parfait alignement des portes sont décorées grâce à des frontons elles aussi, alors qu’elles sont prises entre des rangées de pilastres doublés. Comme pour la porte principale, la plus grande des fenêtres au centre est flanquée de colonnes dont les chapiteaux sont eux aussi composites.
Enfin colonnes et chapiteaux soutiennent un entablement qui lui-même maintient un dernier fronton venant clore l’élévation de cette façade ainsi que finaliser l’ensemble rythmé et gracieux de cette façade.
Il y a cependant une inventivité dans la forme : on a 5 travées. Quand on passe des deux travées externes aux deux travées immédiatement ensuite, la façade forme un ressaut.
On a trois plans successifs s’avançant vers le spectateur au centre de la façade. Il y a même un quatrième plan : la travée du portail au rez-de-chaussée est magnifiée par un nouveau ressaut qui vient former une avancée supplémentaire. On a une gradation vers le centre qui vient magnifier la porte d’entrée de l’église qui s’offre au visiteur. On a un jeu très plastique de la façade qui va avoir une très grande postérité.

## L'intérieur de l'église

### La fresque de la voûte

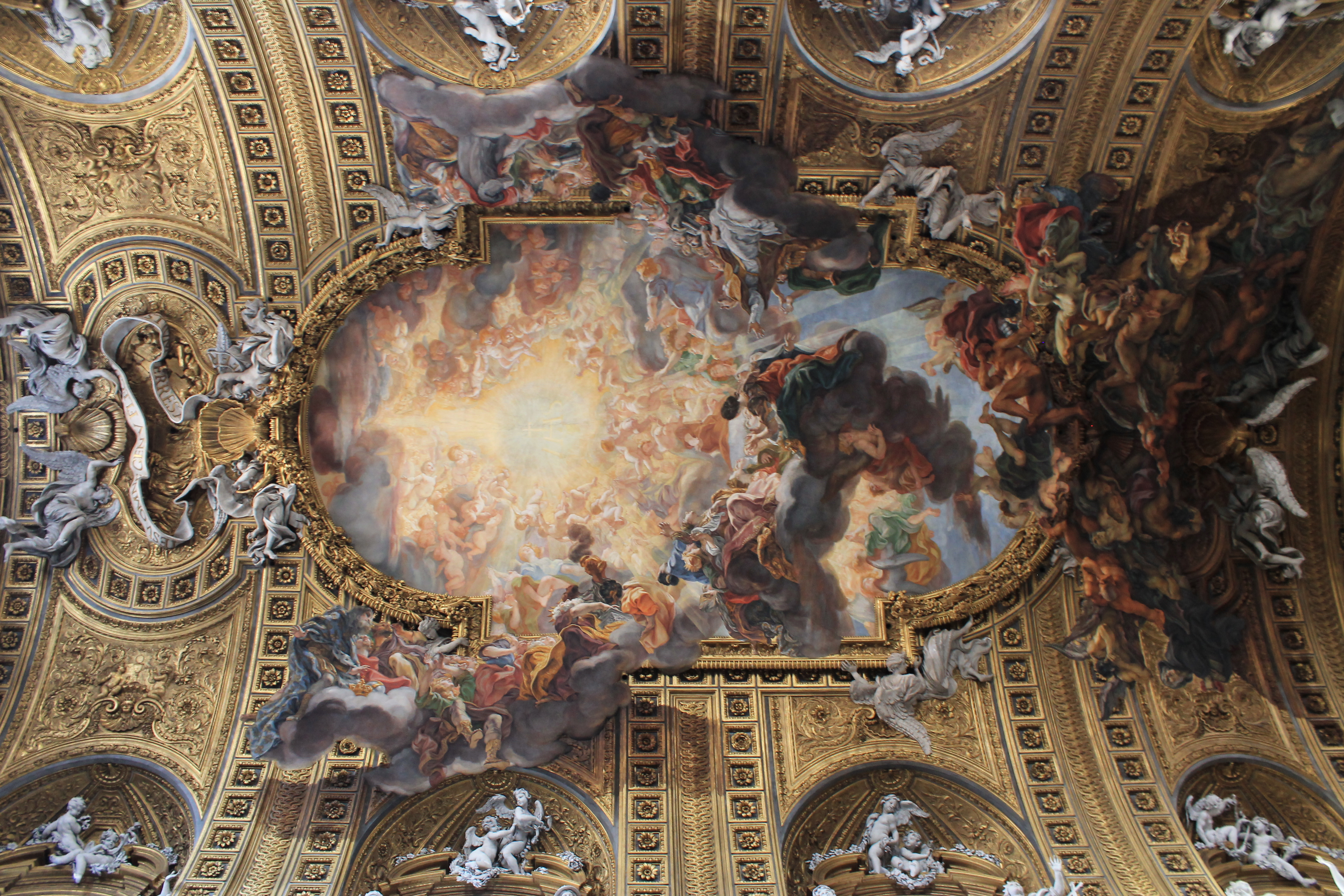
vue de la voûte centrale de l’église

Pour l’exécution de la fresque quatre artistes sont considérés par la confrérie jésuite. Giacinto Brandi, élève de Giovanni Lanfranco, Ciro Ferri, élève de Pietro da Cortona, et Carlo Maratti, le plus célèbre à l’époque, et Giovanni Battista Gaulli. Gian Paolo Oliva, le supérieur général de la compagnie de Jésus, demande conseil au Bernin. Ce dernier lui recommande Gaulli. La recommandation est acceptée.
Gaulli peint entre 1672 et 1683, la fresque centrale de la voûte représente le Triomphe du Nom de Jésus. Ce concept abstrait vient de l’Épitre de Paul aux Philippiens et appelle tous les représentants de tous les continents de la Terre a se rassembler. Sur le décor, représentants apparaissent sous la forme de figurines en stuc blanc dans les creux des niches autour des vitraux.
Le plafond peint est exécuté en trompe-l'œil, il laisse déborder de faux nuages et certaines figures hors du cadre, sur les motifs réguliers du plafond peint. Une zone marquée par le monogramme du Christ, IHS (Iesus Hominum Salvator, « Jésus sauveur des hommes »), indique le point de vue que le spectateur doit adopter pour que l'illusion soit totale. Les jésuites trouvent en il Bacciccio l'interprète de la doctrine promulguée par le Concile de Trente[pas clair]. Ce plafond est l'un exemple type de la peinture baroque en trompe-l'œil et le summum de l’idéal baroque.
Un modello du décor est conservé à la galerie Spada à Rome.

### La chapelle de saint Ignace
La chapelle de saint Ignace, qui se trouve dans le transept gauche, est dotée d'un autel qui frappe par l'abondance d'or et de matières précieuses (lapis-lazuli, albâtre, marbre, onyx, améthyste, cristal). C'est l'œuvre d'Andrea Pozzo, réalisée de 1695 à 1700). Les restes du saint reposent dans une urne en bronze doré sous l'autel, œuvre d'Alessandro Algardi. Quatre groupes sculptés encadrent l'autel, représentant :
- l'approbation de la Compagnie de Jésus (en 1540), par Angelo de Rossi ;
- le triomphe de la foi sur l'idolâtrie, de Jean-Baptiste Théodon, réalisé de 1695 à 1699
- la canonisation d'Ignace de Loyola (1622), de Bernardino Cametti ;
- la religion triomphant de l'hérésie, par Pierre Le Gros le jeune.

### La chapelle de saint François Xavier
Face à la chapelle de saint Ignace se trouve celle de saint François Xavier, de facture plus sobre, conçue par Pierre de Cortone et Carlo Fontana.
Au-dessus de l'autel, un reliquaire contient le bras droit du saint (celui qui baptisa tant de personnes), ramené en Italie en 1614 sur l'ordre du supérieur général Claudio Acquaviva.

### Galerie

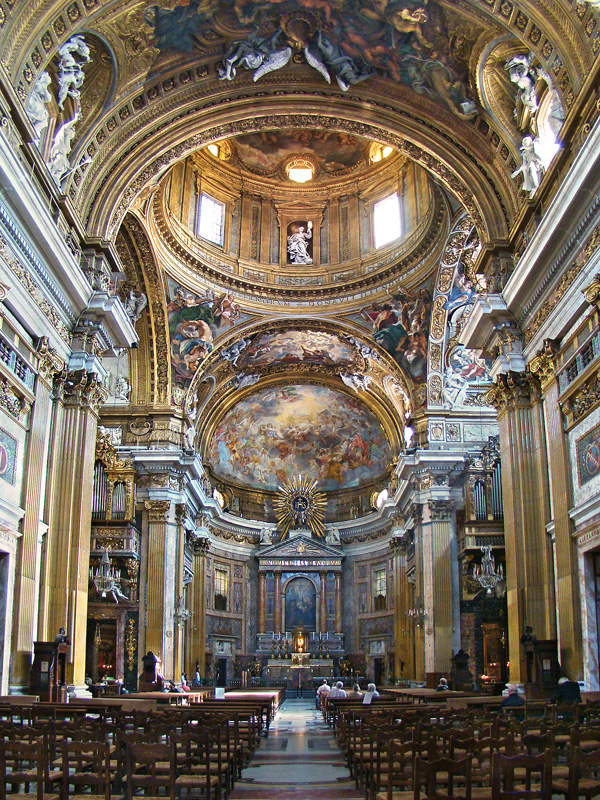
La nef unique.
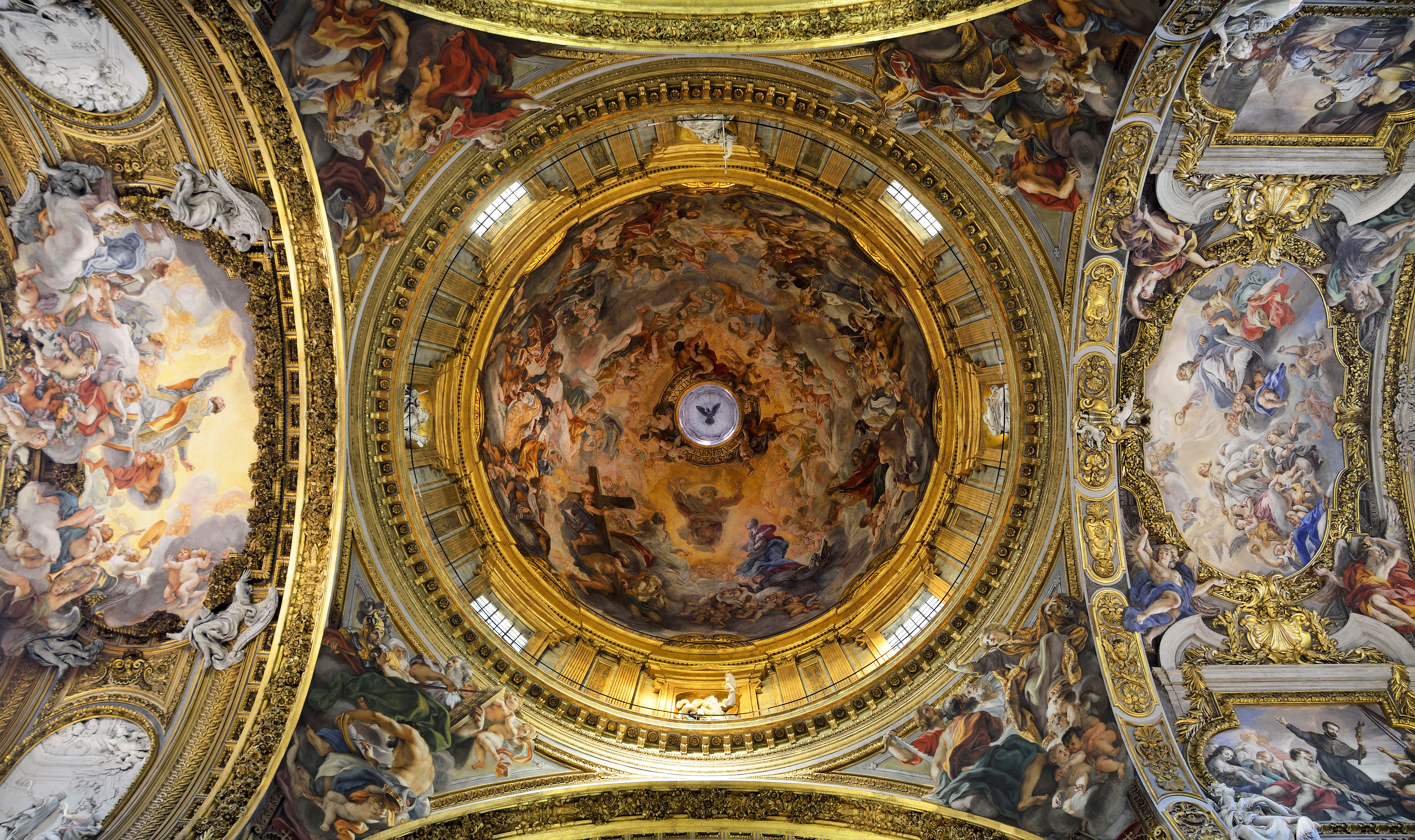
La coupole (vue large).
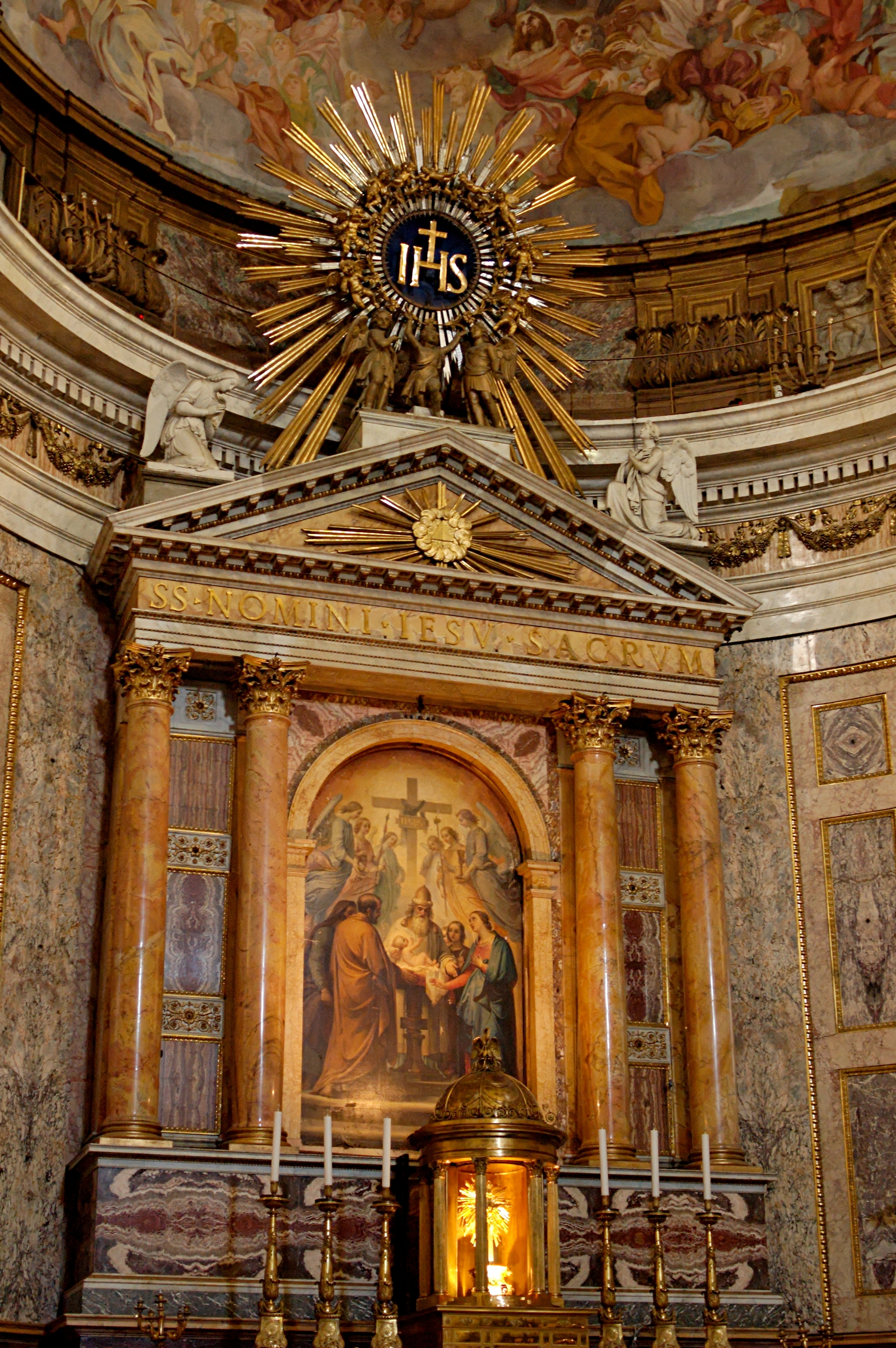
Le maître-autel et le monogramme du Christ.
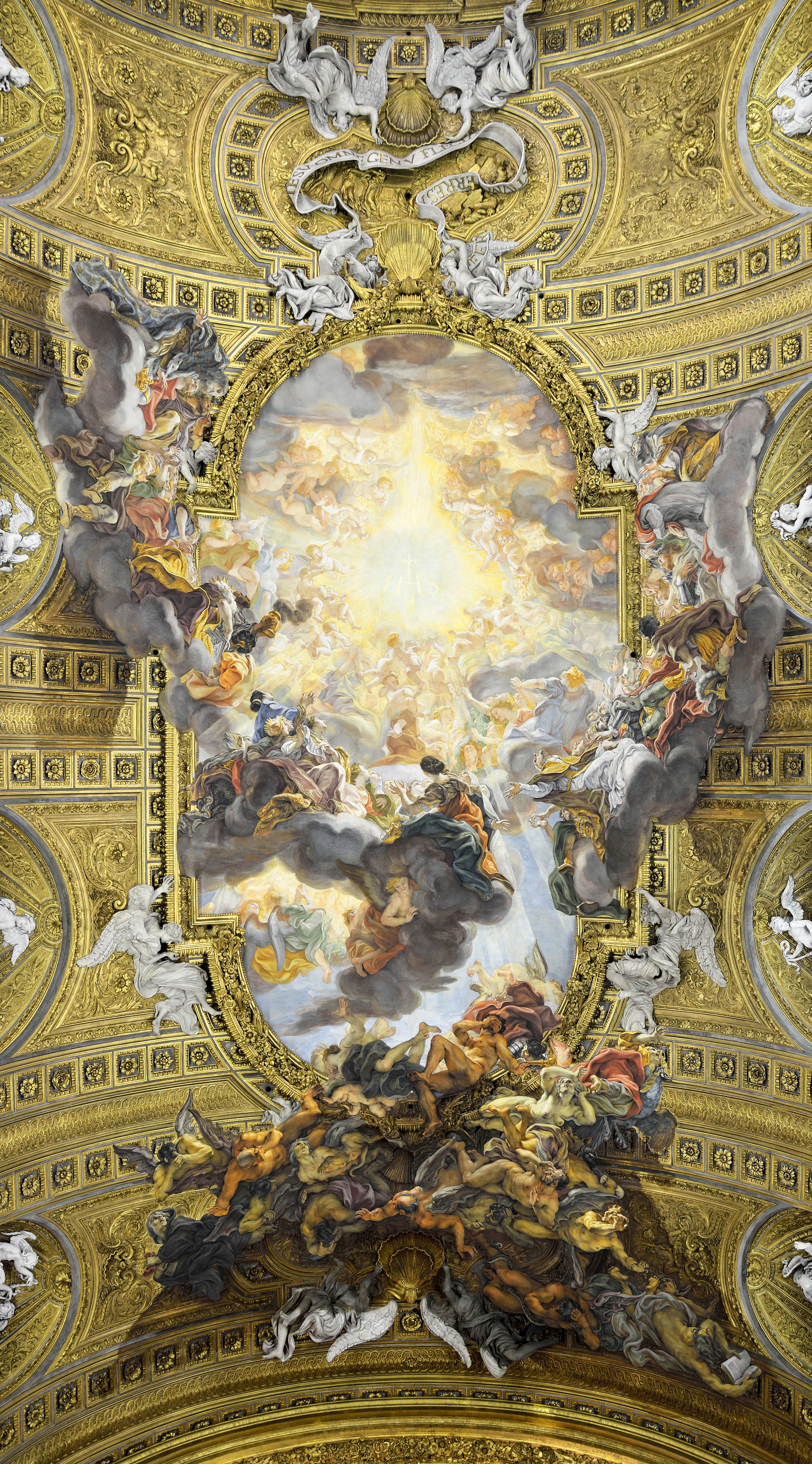
La fresque centrale.
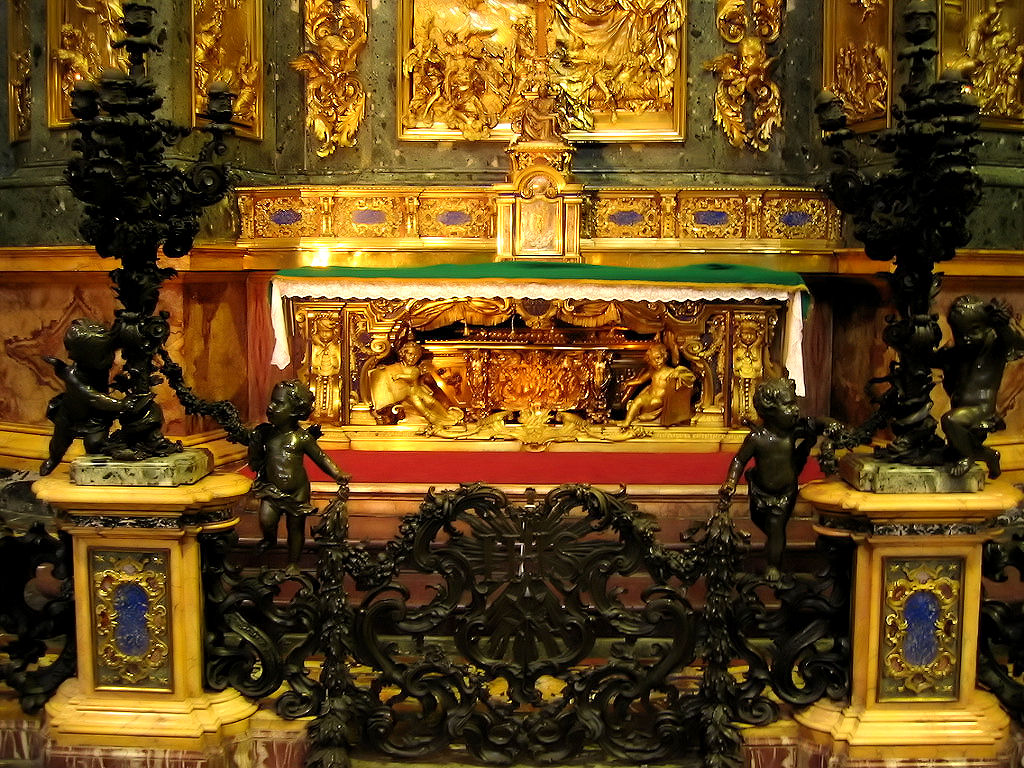
Le tombeau de saint Ignace.
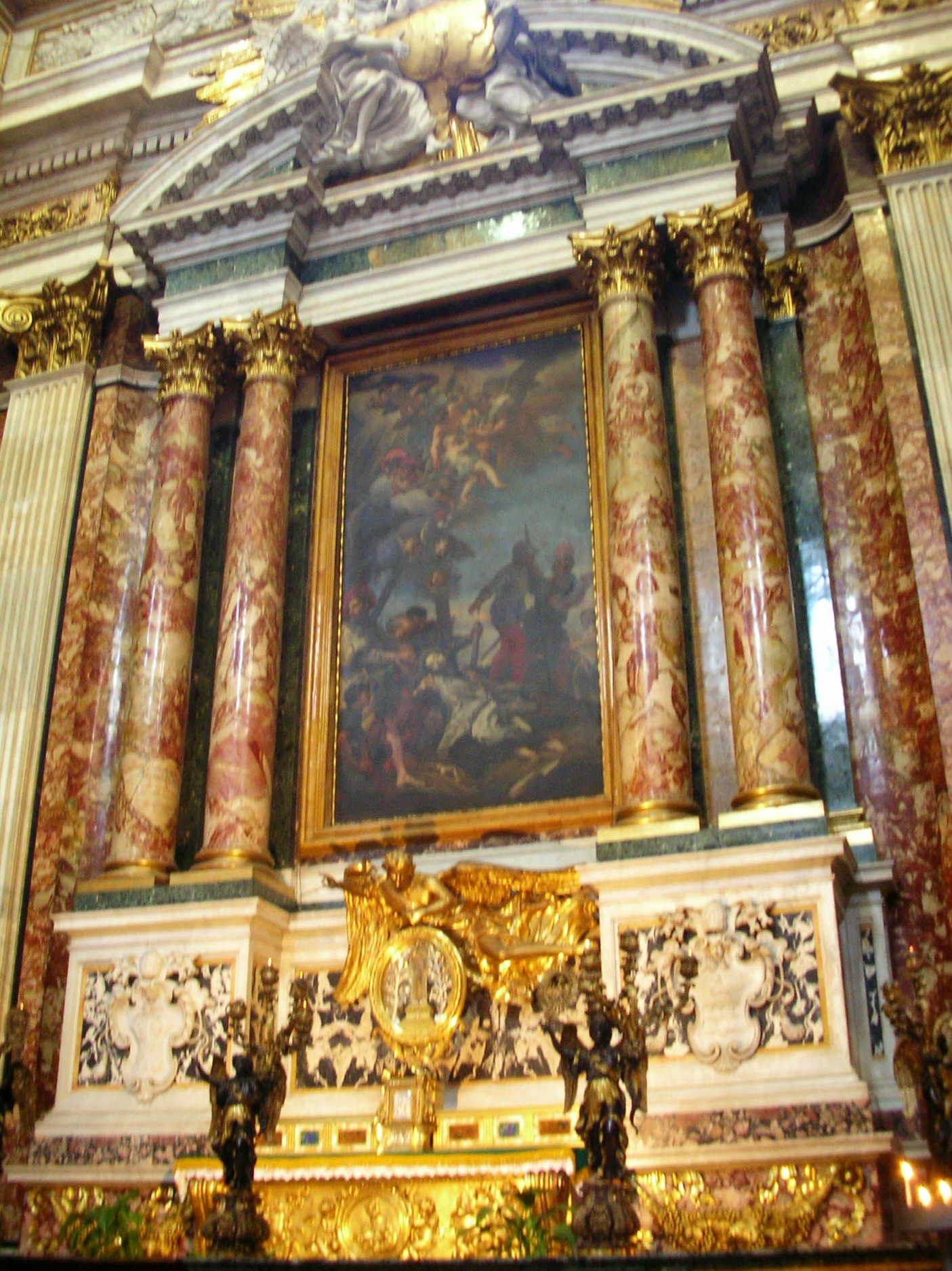
L'autel de saint François Xavier.
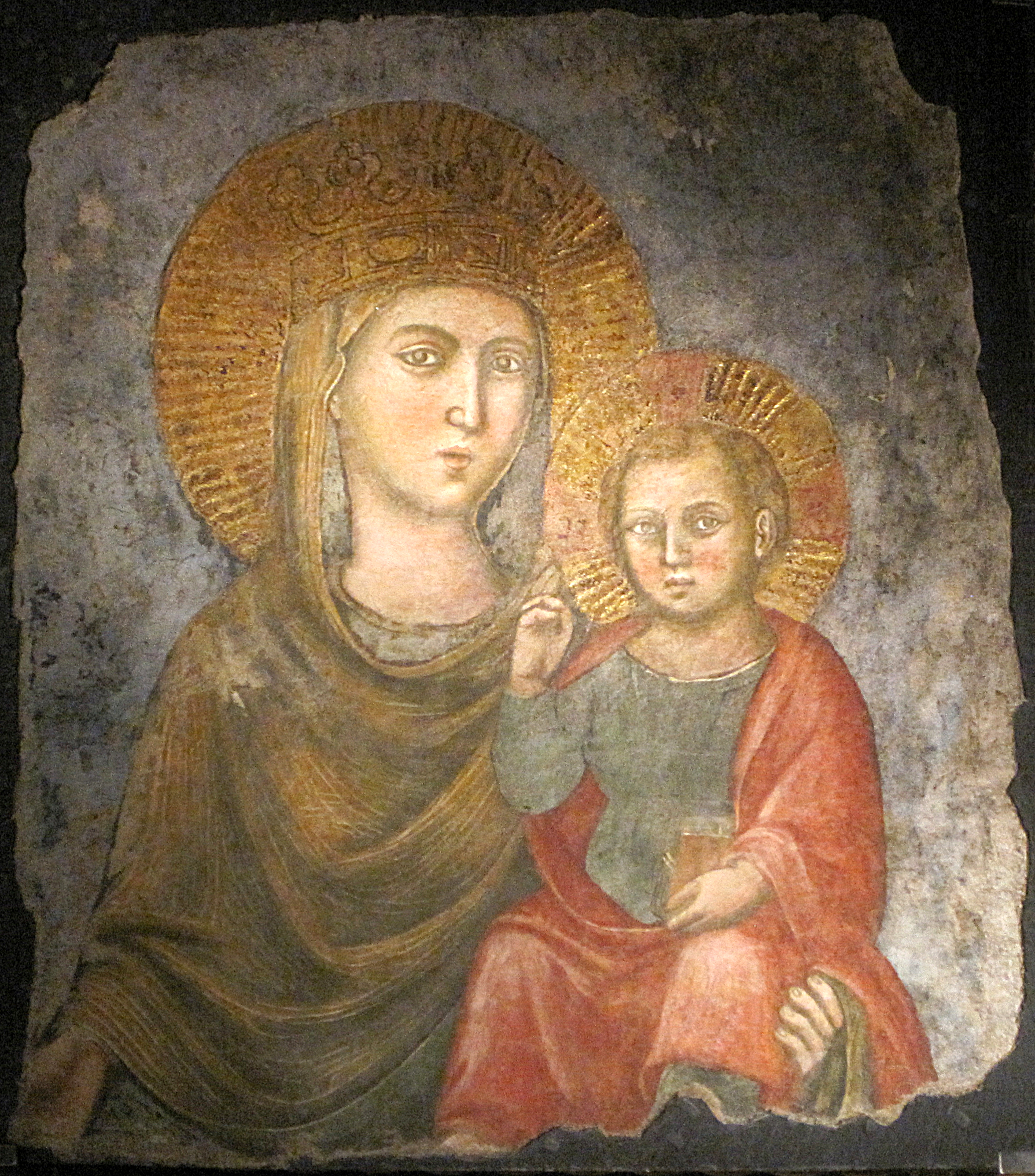
Fresque de Notre-Dame de la Route.
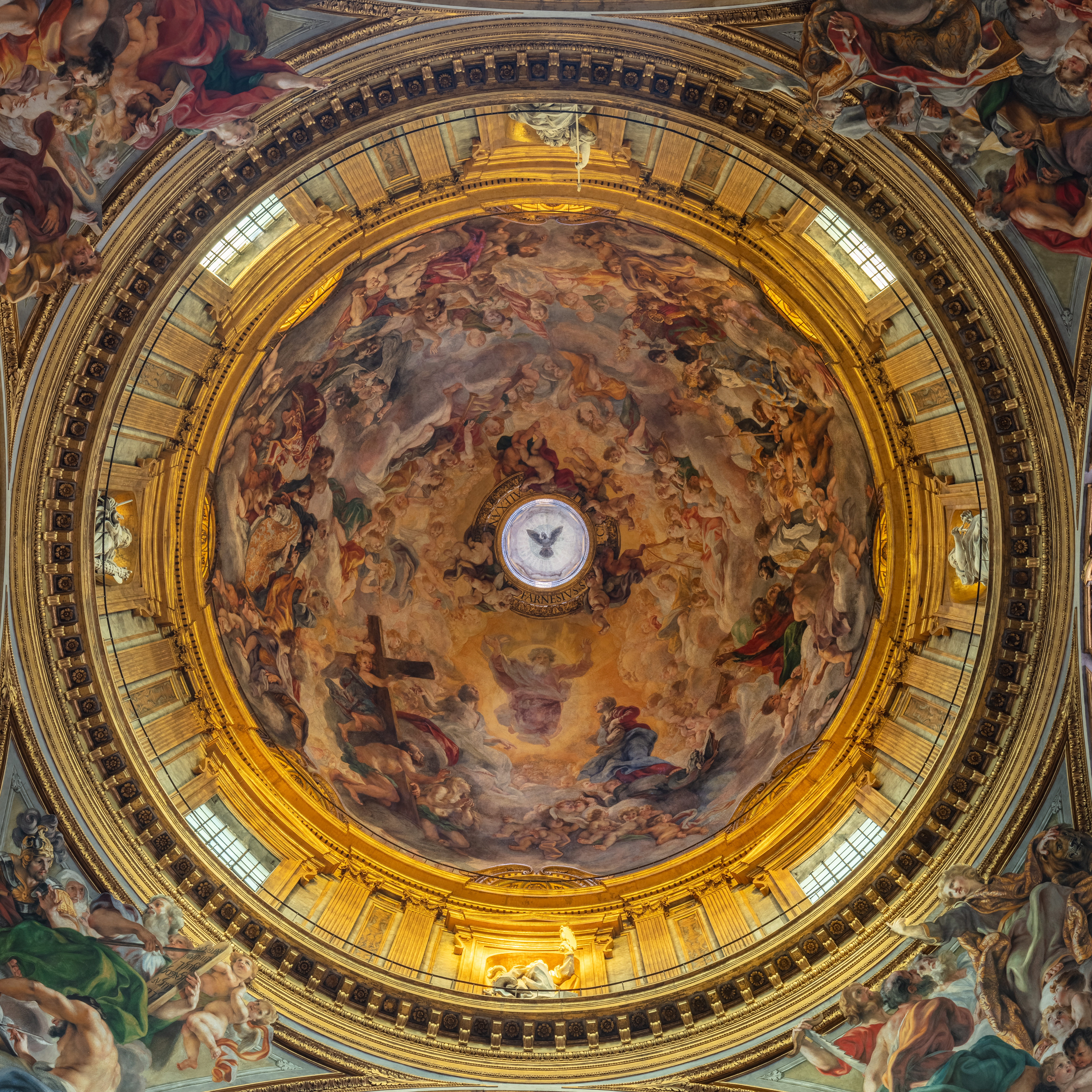
La coupole (vue rapprochée).
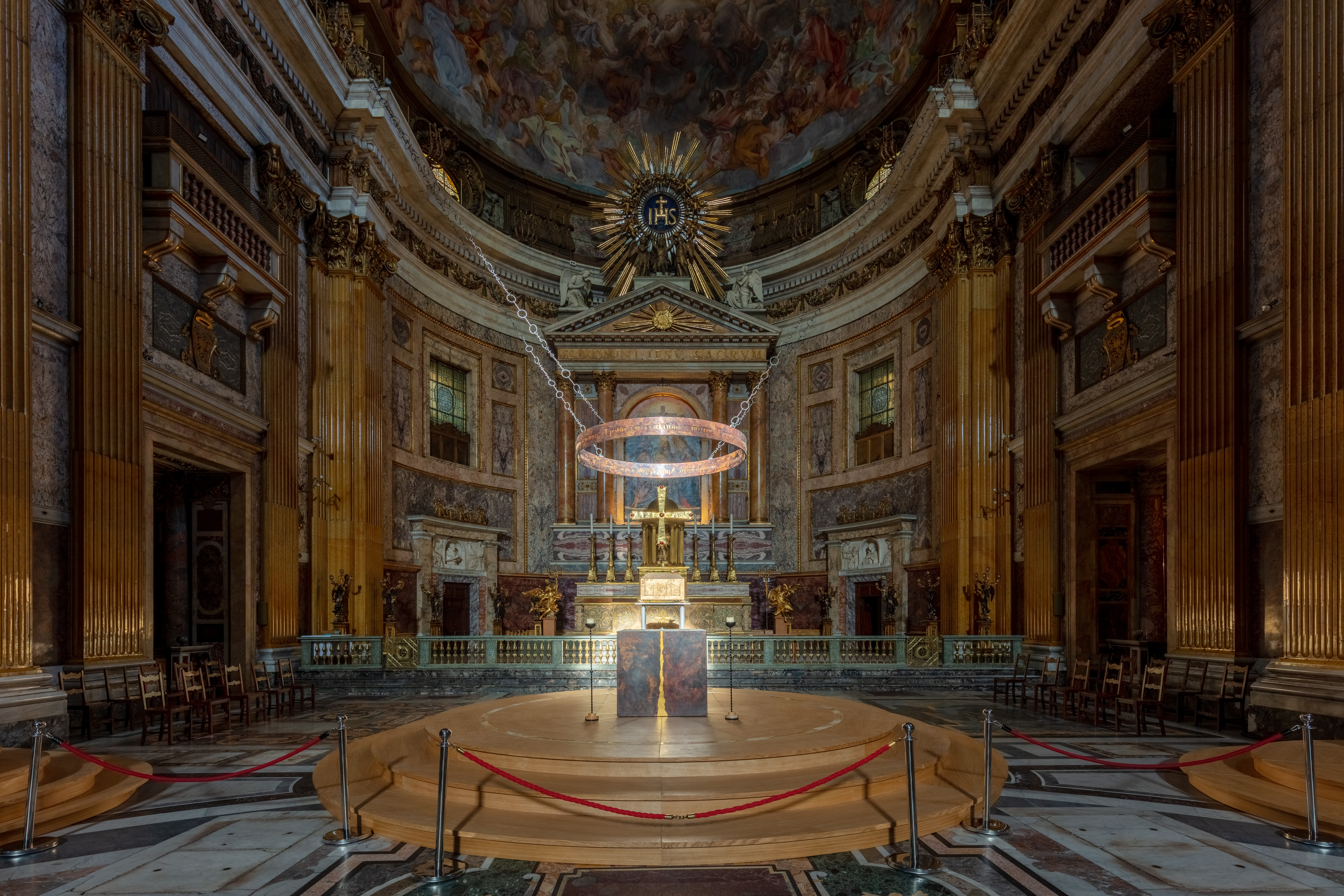
Le chœur.
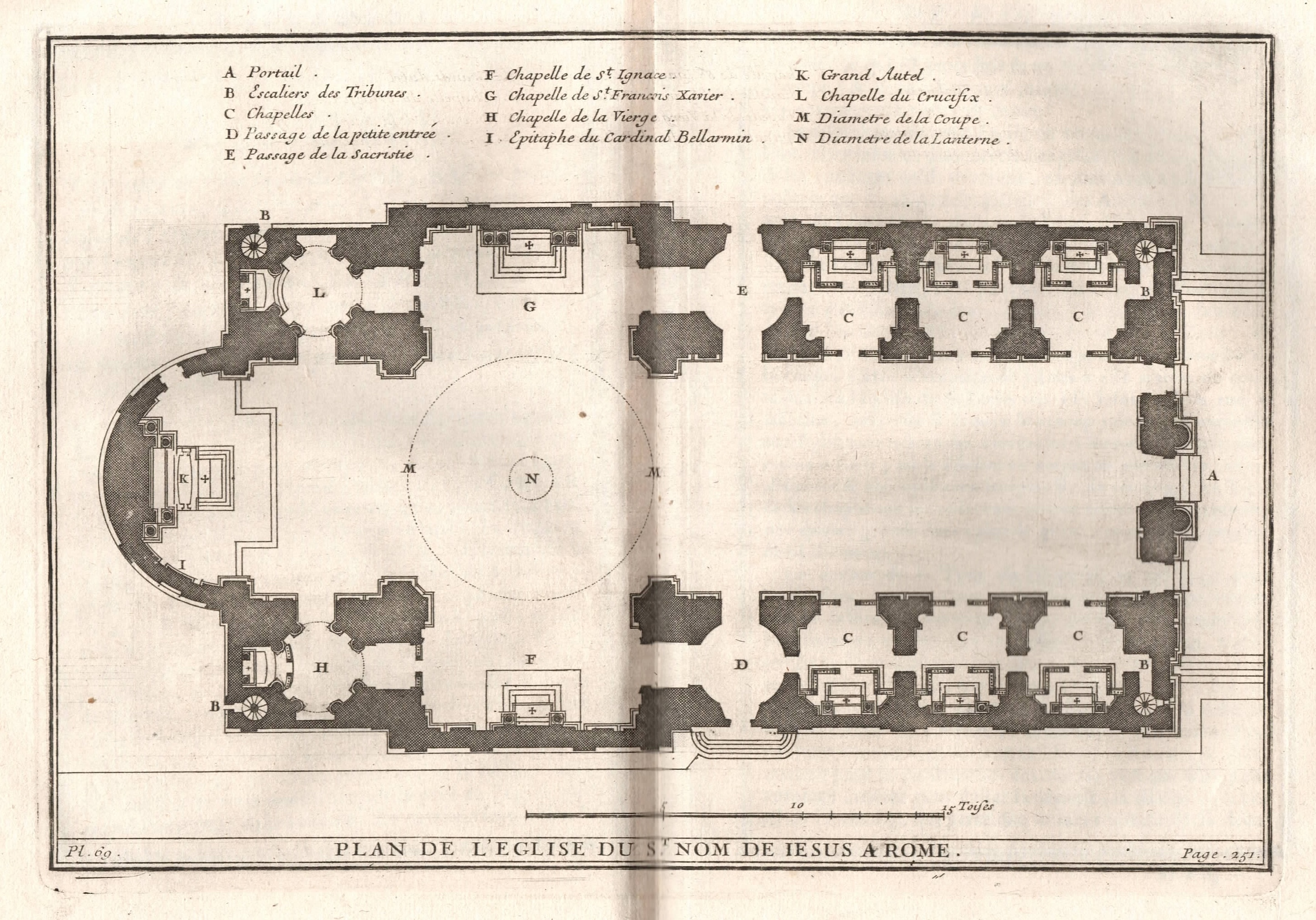
Plan de l'église du Saint Nom de Jésus à Rome par Vignole
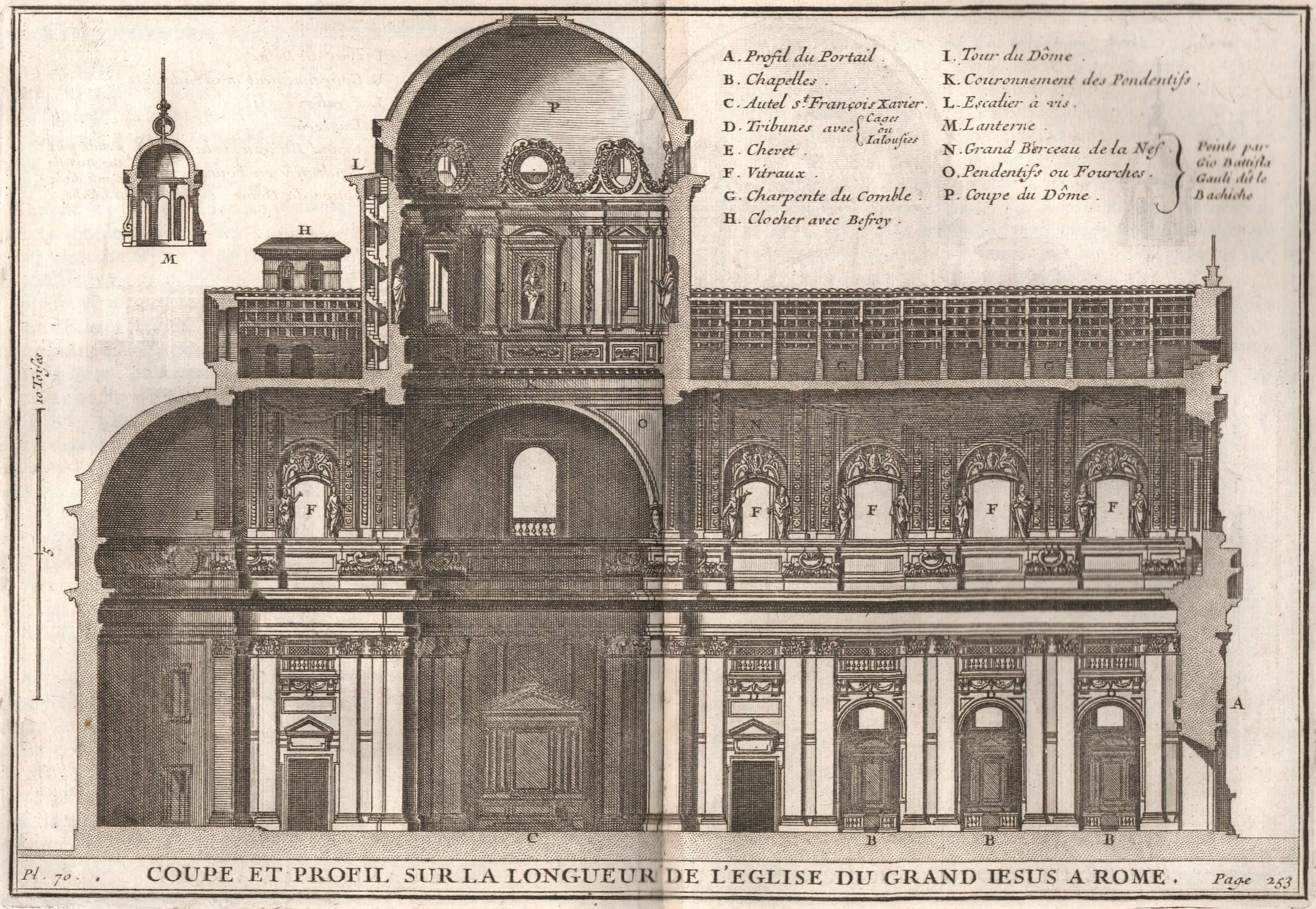
Coupe et profil de l'église du Saint Nom de Jésus à Rome par Vignole

## Antécédents et postérité

### Antécédents

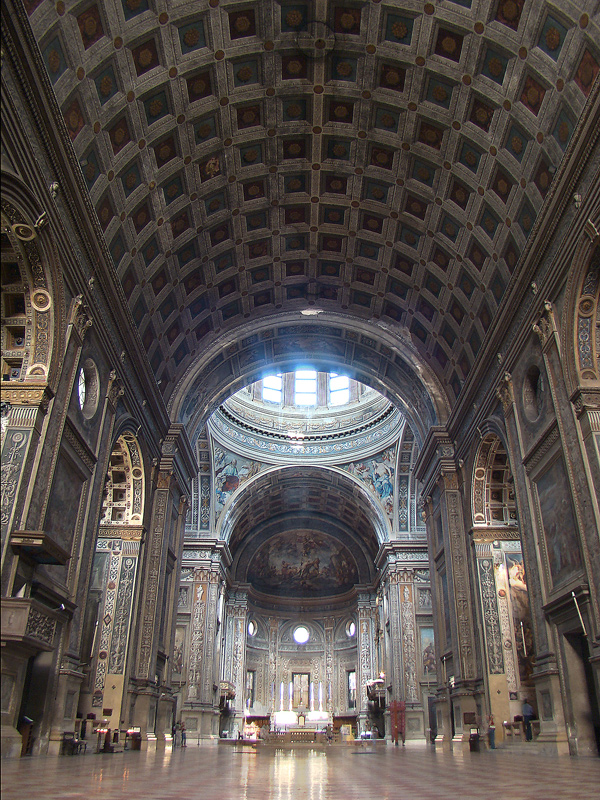
Intérieur de la basilique Sant'Andrea de Mantoue, œuvre d'Alberti.

L'église du Gesù n'est pas entièrement un type novateur d'église. Pour la façade elle est inspirée en grande partie par la basilique Santa Maria Novella de Florence, reprise et surélevée par Alberti. Et pour l'architecture intérieure, elle reprend les éléments de la basilique Sant'Andrea de Mantoue. En effet, sur les plans de Nanni di Baccio Bigio, les élévations intérieures aux grandes arcades sont similaires au plan de cette église d'Alberti. Mais Vignole reprend ici le modèle simplement esthétique d'Alberti pour le transformer afin de l'adapter aux exigences de la Contre-Réforme ainsi que celles jésuitiques dans un souci de bon déroulement liturgique.
Plus tardivement, l’église reprend les plans paléochrétiens en ce qui concerne la forme. L'abandon du plan centré, circulaire ou en croix grecque tant prisé par les architectes laissera place à l'ancienne forme, plus longitudinale et beaucoup mieux dirigée, permettant ainsi une circulation plus simple ainsi qu'une meilleure vue de l’autel et une meilleure audition lors de la prédication.
Enfin et encore plus tardivement les canons esthétiques romains reviennent : on le constate au retour des frontons, ordres composites et autres pilastres et colonnes. Ajoutons à cela le rythme ternaire reprenant les arcs de triomphe, formes privilégiées de l'architecture antique.

### Postérité
L'architecture de cette église a été mainte fois reprise[Où ?]. On[Qui ?] a d’ailleurs voulu la placer comme étant le prototype d’un style nouveau : le style jésuite.
L'ouvrage intitulé L'Art des Jésuites démontre cependant qu'il n'y a pas réellement de style jésuite en architecture et que les églises de cet ordre ont suivi les canons de l'art baroque instaurés dans le cadre de la Contre-Réforme en matière de distribution intérieure des édifices et d'ordonnancement des façades.
Les églises jésuites construites hors d'Italie, en Espagne, en Amérique du Sud et en Asie, ont même intégré dans leur décoration des caractéristiques stylistiques des pays en question.